# Nyctemera lacticolor
Nyctemera lacticolor är en fjärilsart som beskrevs av P.Reich 1932. Nyctemera lacticolor ingår i släktet Nyctemera och familjen björnspinnare. Inga underarter finns listade i Catalogue of Life.